# Хайамс, Джон
Джон Хайамс (англ. John Hyams; род. США) — американский режиссёр, оператор, сценарист, монтажёр и продюсер. Обладатель наград трёх кинофестивалей (Monmouth, Newport Beach и  SXSW).

## Биография и карьера
Джон Хайамс — сын известного режиссёра Питера Хайамса.
Он окончил школу искусств Сиракузского университета, получив высшие награды в области рисования и скульптуры. И прежде, чем переключить свое внимание на кино, выставлял и продавал свои творческие работы в Лос-Анджелесе и Нью-Йорке.
В 1997 году Хайамс выступил режиссером, сценаристом и продюсером фильма “Один собачий день”, получившего похвалу критиков. Премьера картины состоялась на кинофестивале Taos Talking Pictures.
Кроме того, в послужном списке Хайамса – режиссера - 20 эпизодов сериала “Полиция Нью-Йорка”, снятых им в 2004-2005 годах. А в 2009 году Хайамс взял на себя руководство съемками научно-фантастического боевика “Универсальный солдат 3: Возрождение”, главные роли в котором исполнили Жан-Клод Ван Дамм и Дольф Лундгрен. Четыре года спустя выйдет продолжение фильма, также снятое Хайамсом. До этого режиссер успеет еще раз поработать с Ван Даммом на проекте «Глаза дракона”.
В 2014-2015 годах Хайамс был занят съемками сериала “Нация Z” (9 эпизодов), а в 2016-2017 – сериала «Первородные» (3 эпизода). В 2017-2019 Хайамс работал над сериалами «Полиция Чикаго», «Чёрное лето» и «Наследие».
В марте 2020 года на фестивале Mammoth Film Festival в США состоялась премьера нового фильма Хайамса «Пропавшая». Триллер повествует о женщине, похищенной по пути домой психопатом. Сбежав от него, она остается одна в дикой местности без еды и воды, с маньяком на хвосте. Ей остается только бежать, не оглядываясь.

## Фильмография
- «Таинственная Америка» (документальный телесериал, 1992) — режиссёр
- «Один собачий день» (1997) — режиссёр, сценарист, продюсер
- «Крушащая машина» (документальный фильм, 2002) — режиссёр, монтажёр, продюсер
- «День борьбы» (документальный короткометражный фильм, 2003) — режиссёр, монтажёр, сопродюсер
- «Полиция Нью-Йорка» (телесериал, 2003—2005) — режиссёр, продюсер
- «Слепое правосудие» (телесериал, 2005) — режиссёр
- «Ранг» (документальный фильм, 2006) — режиссёр, монтажёр, продюсер
- «Раззл-Даззл» (короткометражный фильм, 2009) — режиссёр, сопродюсер
- «Разумное сомнение» (2009) — ассоциированный продюсер
- «Универсальный солдат 3: Возрождение» (2010) — режиссёр, монтажёр
- «Красное пальто» (короткометражный фильм, 2010) — оператор
- «Глаза дракона» (2012) — режиссёр
- «Универсальный солдат 4» (2012) — режиссёр, сценарист, монтажёр
- «Близкие враги» (2013) — монтажёр
- «Нация Z» (телесериал, 2014) — режиссёр, сценарист
- «Работорговля» (2015) — сценарист
- «Пропавшая» (2020) — режиссер
- «Больные» (2022) — режиссер

## Номинации
- Премия  Taos Land Grant Award
  - 1997 — Лучший фильм («Один собачий день»)